# Xavier Pentecôte
Xavier Pentecôte (ur. 13 sierpnia 1986 w Saint-Dié-des-Vosges) – francuski piłkarz występujący na pozycji napastnika. Obecnie jest zawodnikiem OGC Nice.

## Kariera klubowa
Pentecôte jest wychowankiem Toulouse FC. Początkowo grał w jego ekipach młodzieżowych, a do pierwszej drużyny, wówczas występującej w Ligue 1 został przesunięty w sezonie 2004/2005. We francuskiej ekstraklasie zadebiutował 16 kwietnia 2005 w przegranym 1-2 pojedynku z SC Bastią. Wszedł wówczas na boisko w 83. minucie meczu, zmieniając Nicolasa Dieuze. Było to jednak jedyne spotkanie rozegrane przez niego w tamtym sezonie. W ciągu dwóch następnych sezonów w lidze wystąpił łącznie dziewięć razy. W sezonie 2006/2007 uplasował się z klubem na trzeciej pozycji w lidze i wywalczył z nim awans do kwalifikacji Ligi Mistrzów. Jego klub został tam jednak pokonany w dwumeczu 5-0 przez Liverpool FC.
Latem 2007 Pentecôte został wypożyczony do drugoligowej SC Bastii. W jej barwach pierwszy ligowy występ zanotował 10 sierpnia 2007 w przegranym 1-3 meczu ze Stade Brestois 29. 17 sierpnia 2007 strzelił pierwszego gola w ligowej karierze. Było to w wygranym 1-0 pojedynku z FC Gueugnon. Przez cały sezon 2007/2008 Pentecôte rozegrał w Bastii 32 spotkania i strzelił 12 goli. Po jego zakończeniu powrócił do Toulouse. W sezonie 2008/2009 uczestniczył z klubem w rozgrywkach ekstraklasy, nadal był tam jednak rezerwowym. W 2010 roku ponownie był wypożyczony do Bastii. W sezonie 2012/2013 grał w OGC Nice.
| Sezon   | Klub             | Kraj    | Rozgrywki | Mecze | Bramki | Rozgrywki Europy | Mecze | Bramki |
| ------- | ---------------- | ------- | --------- | ----- | ------ | ---------------- | ----- | ------ |
| 2004/05 | Toulouse FC      | Francja | Ligue 1   | 1     | 0      | -                | -     | -      |
| 2005/06 | Toulouse FC      | Francja | Ligue 1   | 4     | 0      | -                | -     | -      |
| 2006/07 | Toulouse FC      | Francja | Ligue 1   | 5     | 0      | -                | -     | -      |
| 2007/08 | SC Bastia (wyp.) | Francja | Ligue 2   | 32    | 12     | -                | -     | -      |
| 2008/09 | Toulouse FC      | Francja | Ligue 1   | 9     | 0      | -                | -     | -      |
| 2009/10 | Toulouse FC      | Francja | Ligue 1   | 6     | 0      | Liga Europy UEFA | 4     | 0      |
| 2009/10 | SC Bastia (wyp.) | Francja | Ligue 1   | 15    | 12     | -                | -     | -      |
| 2010/11 | Toulouse FC      | Francja | Ligue 1   | 6     | 2      | -                | -     | -      |
| 2011/12 | Toulouse FC      | Francja | Ligue 1   | 2     | 0      | -                | -     | -      |
| 2011/12 | OGC Nice         | Francja | Ligue 1   | 10    | 0      | -                | -     | -      |
| 2012/13 | OGC Nice         | Francja | Ligue 1   | 2     | 0      | -                | -     | -      |
| 2013/14 | OGC Nice         | Francja | Ligue 1   | 0     | 0      | Liga Europy UEFA | 0     | 0      |
| 2014/15 | OGC Nice         | Francja | Ligue 1   | 0     | 0      | -                | -     | -      |